# John Deydras
John Deydras, död i juli 1318 i Northampton genom avrättning, även känd som John av Powderham, var en engelsk tronpretendent under Edvard II:s regering.

## Biografi
År 1318 var Edvard II av England impopulär i sitt rike till följd av missnöje med hans regering och förlusterna i kriget mot Robert I av Skottland. I samband med den växande oppositionen dök en ung skrivare vid namn John Deydras upp i Oxford och hävdade att han var rättmätig tronarvinge.
Deydras anlände till Beaumont Palace i början av 1318 och gjorde anspråk på palatset. Han utgav sig för att vara kung av England, och observatörer noterade att han till utseendet liknade den långe och stilige Edvard II. Till skillnad från kungen saknade dock Deydras ett öra, och han förklarade detta med att den tjänare som tagit hand om honom som barn hade låtit honom attackeras av en sugga som bet av honom örat när han lekte på borggården. Eftersom tjänaren skulle ha straffats för detta, skulle hon därför ha ersatt prinsen med en vagnsmakares barn, som därför uppfostrades som prinsen som blev Edvard II, medan Deydras uppfostrats i fattigdom men var den verklige prinsen. Enligt Deydras skulle det ha förklarat varför Edvards regering varit så impopulär och varför han ogillade vapenlekar och istället hade många intressen som delades av de lägre samhällsklasserna, som jordbruk. Deydras utmanade Edvard II att slåss i envig om kronan, vilket gav upphov till en mängd rykten som spriddes i England.
Deydras kom slutligen att gripas och fördes till Edvard i Northampton. Deydras förolämpade kungen och utmanade honom åter på envig, samt upprepade sina påståenden om Edvards härstamning. Som resultat kom han att ställas inför rätta för uppvigling. Deydras erkände under rättegången att han hittat på sin historia och skyllde på sin huskatt, som han sa var djävulen i förklädnad. Djävulen ska ha förlett honom när han en dag vandrade över ängarna vid nuvarande Christ Church. Han befanns skyldig och både han och katten hängdes, varefter Deydras kropp brändes.
Sentida historiker ser det som troligt att Deydras var sinnessjuk och att historien var påhittad. Hans framträdande ses istället som ett tecken på det allmänna missnöje som rådde under Edvard II:s regering vid denna tid, och Edvard II:s hustru, drottning Isabella, ska ha påverkats mycket starkt av händelsen, genom den förnedring hon upplevde under den utdragna skandalen.